# خربة خروبة (جنين)
خروبة أو خربة خروبة هي قرية فلسطينية أثرية تقع شمال مدينة جنين في الضفة الغربية، وتتبع إداريًا لبلدية جنين.

## معالم
تحتوي القرية على خربة أثرية تقع على هضبة قليلة الارتفاع، وتضم الخربة بقايا برج له قاعدة مائلة وأساسات وجدران، إضافة إلى صهاريج وكهوف ومدافن.

## خروبة اليوم
تضم قرية خروبة اليوم عدة مرافق، منها مدرسة أساسية للذكور تُعرف باسم «مدرسة ذكور خروبة الأساسية». وفي نهاية عام 2018، افتتحت وزارة التربية والتعليم الفلسطينية «مدرسة ذكور خروبة الثانوية».